# پتکا (پوژارواتس)
پتکا (به صربی: Petka) یک منطقهٔ مسکونی در صربستان است که در ناحیه برانیچوو واقع شده‌است. پتکا ۱٬۲۸۵ نفر جمعیت دارد.